# Hermann Huß
Hermann Huß (* 23. Oktober 1933) ist ein deutscher Basketballtrainer und -spieler.

## Laufbahn
Huß, der in Plauen aufwuchs, war Leichtathlet und als solcher auf Hochsprung und Dreisprung spezialisiert. Als Jugendlicher spielte er auch Handball und Fußball. Er begann 1952 ein Studium an der Deutschen Hochschule für Körperkultur (DHfK), kam über Kommilitonen zum Basketball und spielte für die Hochschulmannschaft. Er eignete sich das Spiel auch mit Hilfe US-amerikanischer und sowjetischer Fachliteratur an. Der 1,80 Meter große Huß begann auf der Innenposition und rückte im Laufe seiner Spielerzeit zusehends auf die Flügel- und dann die Aufbauposition. Sein Studium an der DHfK schloss Huß 1956 mit der Arbeit „Der Unterhandwurf im Basketball“ ab.
Er ging nach dem Studium nach Berlin zur HSG Wissenschaft HU, mit der er auch im Europapokal abtrat. 1960 bezwang er mit der Nationalmannschaft der Deutschen Demokratischen Republik die Bundesrepublik Deutschland in der innerdeutschen Ausscheidung und bestritt mit der DDR hernach in Bologna das Ausscheidungsturnier für die Olympischen Spiele. Der Sprung zu Olympia gelang ihm mit der DDR-Auswahl nach Niederlagen gegen Kanada und Belgien nicht. Er nahm an den Europameisterschaften 1959 und 1961 teil. Huß, der insgesamt 45 Mal in die Auswahlmannschaft der Deutschen Demokratischen Republik berufen wurde, trat 1963 aus der Nationalmannschaft zurück.
Schon als Spieler war Huß als Jugendtrainer tätig. Sein letztes Jahr als Spieler verbrachte er beim TSC Berlin und wechselte Mitte der 1960er Jahre ins Trainerfach. Er wurde Trainer der TSC-Herren und war bis 1970 zusätzlich als Cheftrainer für die gesamte Basketballsektion des Vereins verantwortlich. Mit der TSC-Herrenmannschaft, in der viele Spieler standen, die Huß als Jugendliche in die Sportart Basketball eingeführt hatte, trat er im Europapokal an: In der Saison 1968/69 traf er mit dem TSC im Achtelfinale des Europapokals der Pokalsieger auf Picadero Barcelona. Das Hinspiel verlor Huß mit seiner Mannschaft in Barcelona (79:82), im Rückspiel führte er den TSC zu einem 82:69-Sieg. Im nachfolgenden Viertelfinale gegen Olimpija Ljubljana verlor seine Mannschaft das Hinspiel deutlich mit 73:101, der Sieg im Rückspiel (94:90) reichte für Huß’ Mannschaft nicht zum Weiterkommen. Huß war beim TSC und später bei AdW Berlin hauptamtlicher Trainer, als solcher war der Deutsche Turn- und Sportbund (DTSB) sein Arbeitgeber. 1974 führte er die Mannschaft erstmals zum Gewinn der DDR-Meisterschaft, von 1978 bis 1987 wurde AdW Berlin unter Huß' Leitung zehnmal in Folge Meister sowie 1990 und 1991 erneut. Von 1972 bis 1990 war er zudem Trainer der DDR-Nationalmannschaft. Huß war Mitglied der SED. Über den US-amerikanischen Ehemann seiner nahe München lebenden Schwester hatte Huß während der DDR-Zeit Verbindungen zum US-Basketball und erhielt auf diesem Weg unter anderem Lehrmaterial.
Nach dem Ende der DDR und der Auflösung seines Arbeitgebers DTSB führte Huß seine Trainerarbeit bei AdW Berlin zunächst ohne Bezahlung fort. Er arbeitete in der Wendezeit auf Bezirksebene in Berlin an der Überführung der Strukturen des Ostberliner Basketballs in den westdeutschen Deutschen Basketball-Bund beziehungsweise in den Berliner Basketball Verband mit. Huß wurde nach der Eingliederung des DDR-Basketballs dann zunächst vom Deutschen Basketball Bund als Honortrainer sowie im Rahmen einer Arbeitsbeschaffungsmaßnahme bezahlt. Er erhielt in der Wendezeit durch die Vermittlung seines US-amerikanischen Schwagers ein Angebot, in den Vereinigten Staaten im Raum Phoenix als Trainer tätig zu werden, was Huß ablehnte. Er hospitierte beim Bundesligisten Bayer Leverkusen und betreute AdW Berlin (in einer Spielgemeinschaft mit dem Verein Berliner Turnerschaft aus West-Berlin) in der Saison 1991/92 weiterhin als Trainer, nachdem die Mannschaft in die 2. Bundesliga eingegliedert worden war. Huß steckte sich das Ziel, die Mannschaft in die Basketball-Bundesliga zu führen, nachdem eine von ihm angestrebte Zusammenarbeit von AdW Berlin mit dem Bundesligisten BG Charlottenburg (später Alba Berlin) aufzubauen, nicht zustande gekommen war. Er wurde 1991/92 mit AdW Tabellenachter in der 2. Bundesliga, betreute noch die Mädchen von Wemex Berlin und war ab 1993 nicht mehr als Trainer tätig und hatte jahrelang keine Beziehung zum Basketball mehr.
Im September 2024 veröffentlichte er gemeinsam mit Autorin Stefanie Senftleben seine Biografie „Vom Mauerblümchen zum Weltmeister“.